# Онвузурике, Ливай
Ливай Онвузурике (англ. Levi Onwuzurike; 2 марта 1998, Аллен, Техас) — профессиональный американский футболист нигерийского происхождения, выступающий на позиции тэкла защиты в клубе НФЛ «Детройт Лайонс». На студенческом уровне играл за команду Вашингтонского университета. На драфте НФЛ 2021 года был выбран во втором раунде.

## Биография
Ливай Онвузурике родился 2 марта 1998 года в Аллене в штате Техас. Его родители эмигрировали в США из Нигерии. Он окончил старшую школу Аллена, в составе её футбольной команды играл на позиции ди-энда, в 2014 году становился победителем чемпионата штата. На момент выпуска входил в число ста лучших игроков Техаса по версиям Rivals и ESPN.

### Любительская карьера
После окончания школы Онвузурике поступил в Вашингтонский университет. Сезон 2016 года он провёл в статусе освобождённого игрока, не принимая участия в официальных матчах команды. В 2017 году он дебютировал в турнире NCAA и принял участие в двенадцати играх. В сезоне 2018 года он сыграл в четырнадцати матчах, в том числе в четырёх в стартовом составе.
В 2019 году Онвузурике стал одним из основных тэклов защиты команды. Он сыграл в тринадцати матчах, по итогам сезона был включён в состав второй сборной звёзд конференции Pac-12 по версиям Pro Football Focus и Associated Press, получил командную награду имени Уолтера Райзинга лучшему линейному года. Перед стартом сезона 2020 года его называли в числе претендентов на индивидуальные награды лучшему защитнику NCAA, но в сентябре Онвузурике объявил об отказе от выступлений за команду и желании сосредоточиться на подготовке к драфту НФЛ.

#### Статистика выступлений в NCAA
| Сезон | Команда          | Игры | Захваты | Захваты | Захваты | Захваты | Захваты | Перехваты | Перехваты | Перехваты | Перехваты | Перехваты | Фамблы | Фамблы | Фамблы | Фамблы |
| Сезон | Команда          | Игры | Solo    | Ast     | Tot     | Loss    | Sk      | Int       | Yds       | Y/R       | TD        | PD        | FR     | Yds    | TD     | FF     |
| ----- | ---------------- | ---- | ------- | ------- | ------- | ------- | ------- | --------- | --------- | --------- | --------- | --------- | ------ | ------ | ------ | ------ |
| 2016  | Вашингтон Хаскис | —    | —       | —       | —       | —       | —       | —         | —         | —         | —         | —         | —      | —      | —      | —      |
| 2017  | Вашингтон Хаскис | 12   | 11      | 5       | 16      | 3,5     | 2,0     | 0         | 0         | 0,0       | 0         | 0         | 0      | 0      | 0      | 0      |
| 2018  | Вашингтон Хаскис | 14   | 16      | 18      | 34      | 6,5     | 3,0     | 0         | 0         | 0,0       | 0         | 0         | 0      | 0      | 0      | 0      |
| 2019  | Вашингтон Хаскис | 13   | 20      | 25      | 45      | 6,0     | 2,0     | 0         | 0         | 0,0       | 0         | 0         | 0      | 0      | 0      | 0      |
| 2020  | Вашингтон Хаскис | —    | —       | —       | —       | —       | —       | —         | —         | —         | —         | —         | —      | —      | —      | —      |
| Всего | Всего            | 39   | 47      | 48      | 95      | 16,0    | 7,0     | 0         | 0         | 0,0       | 0         | 0         | 0      | 0      | 0      | 0      |

### Профессиональная карьера
Перед драфтом НФЛ 2021 года аналитик издания Bleacher Report Джастис Москеда относил к преимуществам Онвузурике опыт игры в системе защиты, приближенной к профессиональному уровню, хорошую технику работы рук, его полезность в пас-раше, умение читать игру. Минусами назывались недостаточный для позиции ноуз-тэкла вес, а также низкий уровень атлетизма и подвижности для работы в 3-й технике.
На драфте Онвузурике был выбран «Детройтом» во втором раунде под общим 41-м номером. В июне 2021 года он подписал с клубом четырёхлетний контракт на общую сумму 8,1 млн долларов. В своём дебютном сезоне в НФЛ он сыграл в шестнадцати матчах команды, выходя на поле как игрок ротации. Во время пасовых розыгрышей он не оказывал заметного влияния на игру, был неэффективен в пас-раше. В борьбе с выносом Онвузурике действовал полезнее, но был нестабилен, из-за недостатка атлетизма не успевал за скоростными игроками соперников. Одной из причин его невыразительной игры стала непривычная позиция на поле — тренерский штаб «Лайонс» чаще выпускал Онвузурике на место одного из ди-эндов в схеме с тремя линейными, другой стала травма спины, мешавшая ему действовать в полную силу. Полностью восстановиться ему не удалось и в последующее межсезонье. Перед началом регулярного чемпионата 2022 года главный тренер команды Дэн Кэмпбелл оценил темпы выздоровления игрока как очень медленные. В сентябре клуб внёс Онвузурике в список травмированных как минимум на четыре недели.

#### Статистика выступлений в НФЛ

##### Регулярный чемпионат
| Сезон | Команда        | Игры | Захваты | Захваты | Захваты | Захваты | Захваты | Перехваты | Перехваты | Перехваты | Перехваты | Перехваты | Фамблы | Фамблы | Фамблы | Фамблы |
| Сезон | Команда        | Игры | Solo    | Ast     | Tot     | Loss    | Sk      | Int       | Yds       | Y/R       | TD        | PD        | FR     | Yds    | TD     | FF     |
| ----- | -------------- | ---- | ------- | ------- | ------- | ------- | ------- | --------- | --------- | --------- | --------- | --------- | ------ | ------ | ------ | ------ |
| 2021  | Детройт Лайонс | 16   | 15      | 20      | 35      | 2       | 1,0     | 0         | 0         | 0,0       | 0         | 2         | 0      | 0      | 0      | 0      |
| 2022  | Детройт Лайонс | 0    | 0       | 0       | 0       | 0       | 0,0     | 0         | 0         | 0,0       | 0         | 0         | 0      | 0      | 0      | 0      |
| Всего | Всего          | 16   | 15      | 20      | 35      | 2       | 1,0     | 0         | 0         | 0,0       | 0         | 2         | 0      | 0      | 0      | 0      |

* На 29 сентября 2022 года